# مجرای تنفسی فوقانی
دستگاه تنفسی فوقانی یا مجاری تنفسی فوقانی به قسمت‌هایی از دستگاه تنفسی گفته می‌شود که در خارج از قفسه سینه قرار دارند.
عفونت دستگاه تنفسی فوقانی جزء شایع‌ترین عفونت‌های دنیا می‌باشد.

## اجزا
- بینی، حفره بینی، و سینوس‌ها
- حلق
  - گلوگاه بالا
  - گلوگاه پایین
- حنجره (حنجره را می‌توان جزئی از مجرای تنفسی فوقانی[۲] یا تحتانی یا هر دو دانست که این بستگی به منبع دارد)